# 李锦全
李锦全（1926年—2025年4月23日），男，广东东莞人，中国哲学史家，曾任中山大学教授、博士生导师，中国哲学史学会理事。